# 象腿蕉
象腿蕉（學名：Ensete glaucum），象腿蕉為芭蕉科象腿蕉屬草本植物，花序生枝頂，苞紫灰色葉叢生，莖頂抽出花莖，葉柄殘基包圍莖基部，因而粗壯，葉面長，多為橢圓形，具有多數葉片。